# BMW B37
| B37                            | B37                                  |
| ------------------------------ | ------------------------------------ |
|                                |                                      |
| Виробник:                      | BMW                                  |
| Марка:                         | B37                                  |
| Тип:                           | Трициліндровий двигун                |
| Робочий об'єм:                 | - 1,5 л (1496 куб.см) см3            |
| Максимальна потужність:        | 70-85 кВт (95–116 к.с.) кВт          |
| Максимальний обертовий момент: | 220–270 Н⋅м (162–199 фунт⋅футів) Н·м |
| Циліндрів:                     | 3                                    |
| Клапанів:                      | 12                                   |
| Хід поршня:                    | - 90 мм (3,54 дюйма) мм              |
| Діаметр циліндра:              | - 84 мм (3,3 дюйма) мм               |
| Ступінь стиску:                | 16,5:1                               |
| Система живлення:              | Common Rail                          |
| Охолодження:                   | рідинне охолодження                  |
| Газорозподільний механізм:     | DOHC                                 |
| Матеріал блоку циліндрів:      | Алюміній                             |
| Матеріал ГБЦ:                  | Алюміній                             |
| Рекомендоване паливо:          | Дизельне паливо EN 590               |

BMW B37 — це рядний трициліндровий дизельний двигун, вироблений виробником автомобілів BMW. Разом з B47 (чотирициліндровий рядний дизельний двигун) і B57 (шестициліндровий рядний дизельний двигун) і трьома бензиновими двигунами B38 ( трициліндровий), B48 (чотирициліндровий) і B58 (шестициліндровий). B37 є одним із модульних двигунів, представлених BMW у 2013/2014. Модульні двигуни встановлюються на моделі BMW, а також на моделі MINI. Вони поступово замінюють чотирициліндрові двигуни N47, які раніше використовувалися в моделях MINI (N47C16K1 в MINI One D, N47C16U1 в MINI Cooper D і N47C20U1 в MINI Cooper SD). B37 відповідає стандарту викидів EU6.

## Конструкція
Рядний трициліндровий дизельний двигун BMW B37 має турбокомпресор з регульованими направляючими лопатками турбіни, регульованими розподільними валами та системою прямого впорскування Common Rail. BMW називає це «технологією TwinPower Turbo». Об'єм 500 см³ на циліндр був отриманий з термодинамічних міркувань і міркувань ефективності. Картер (блок двигуна) виготовлений з алюмінію.
Технічна ревізія кінець 2017 року
У листопаді 2017 року було оголошено про технічну ревізію двигуна («B37TÜ1»). Усі двигуни отримали впорскування Adblue, тиск уприскування було збільшено до 2200 бар, удосконалено форми та поверхні гільз циліндрів (відточення форми гільз) і поршнів, ремінних передач і подачі масла. деталь. В результаті відповідає стандарту викидів EU6c, споживання та рівень шуму ще більше знижуються.

## Дані
| Тип двигуна | Об'єм            | Діаметр х Хід | Потужність при 1/хв        | Крутний момент при 1/хв                                       |
| ----------- | ---------------- | ------------- | -------------------------- | ------------------------------------------------------------- |
| B37C15K0    | 1,5 л (1496 см3) | 84,0 × 90,0   | 70 кВт (95 к.с.) при 4000  | 220 Нм при 1750-2250 об/хв* 220 Нм при 1500-2500 об/хв*(MINI) |
| B37C15U0    | 1,5 л (1496 см3) | 84,0 × 90,0   | 85 кВт (116 к.с.) при 4000 | 270 Нм при 1750-2250 об/хв                                    |

## Використання

### 70 кВт (95 к.с.)
- F45 як 214d Active Tourer (з 03/2015)
- F46 як 214d Gran Tourer (з 07/2015)
- F56 (MINI) як MINI One D 3-door [1] (з 03/2014)
- F55 (MINI) як MINI One D 5-door [7] (з 10/2014)

### 85 кВт (116 к.с.)
- F20 як 116d (з 03/2015)
- F20LCI як 116d (з 11/2015)
- F20LCI як 116d ED (з 11/2015)
- F21LCI як 116d (з 11/2015)
- F21LCI як 116d ED (з 11/2015)
- F45 як 216d Active Tourer [8] (з 11/2014)
- F46 як 216d Gran Tourer (з 03/2015)
- F48 як sDrive16d
- F56 (MINI) як MINI Cooper D 3-дверний [1] (з 03/2014)
- F55 (MINI) як MINI Cooper D 5-дверний [7] (з 10/2014)
- F54 (MINI) як MINI One D Clubman (з 10/2015)